# (31975) Johndean
2000 HA13 (asteroide 31975) é um asteroide da cintura principal. Possui uma excentricidade de 0.13510690 e uma inclinação de 5.94419º.
Este asteroide foi descoberto no dia 28 de abril de 2000 por LINEAR em Socorro.